# Warwick Davis
Warwick Ashley Davis (Epsom, Surrey, 3 de febrero de 1970) es un actor británico conocido por sus papeles del ewok Wicket W. Warrick en La guerra de las galaxias: el retorno del Jedi (1983), de Willow en la película Willow (1988), del malvado duende protagonista de Leprechaun (1993-1997) y del profesor Filius Flitwick en la saga de películas de Harry Potter (2001-2011).
Padece displasia espondiloepifisaria congénita, un raro trastorno de los huesos en crecimiento que da lugar a enanismo esquelético típico.

## Biografía
Nació en Surrey, hijo de un trabajador de seguros. Tiene una hermana menor. Estudió en la Chinthurst School en Tadworth, Surrey y más tarde en la City of London Freemen's School. Cuando tenía once años, su abuela escuchó en la radio un anuncio que pedía personas de menos de 1,20 m de altura para participar en El retorno del Jedi. Para Warwick, fan de la saga de Star Wars, era un sueño hecho realidad. Durante el rodaje, el propio Mark Hamill le regaló todas las figuras de acción de la saga que aun le faltaban.
Uno de sus últimos trabajos fue en la serie británica Life's Too Short, donde interpreta a una versión distorsionada de sí mismo, antes de retomar el papel que lo hizo famoso en la serie sobre Willow de Disney+ estrenada en 2022.
Estuvo casado desde 1991 con la actriz Samantha Davis hasta el fallecimiento de esta en 2024, que presentaba acondroplasia. Se conocieron durante el rodaje de Willow donde ella encarnaba a una de las aldeanas. Tuvieron tres hijos, Lloyd, que falleció a los nueve días de vida, Annabelle (nacida en 1997) también actriz y Harrison. Los tres heredaron la displasia espondiloepifisaria congénita de su padre.

## Filmografía
| Año  | Producción                                            | Personaje                                                          |
| ---- | ----------------------------------------------------- | ------------------------------------------------------------------ |
| 1983 | Star Wars: Episode VI - Return of the Jedi            | Wicket                                                             |
| 1984 | Caravan of Courage: An Ewok Adventure                 | Wicket                                                             |
| 1985 | Batalla de Endor                                      | Wicket                                                             |
| 1986 | Labyrinth                                             | Soldado Goblin                                                     |
| 1988 | Willow                                                | Willow Ufgood                                                      |
| 1990 | The Prince Caspian and the Voyage of the Dawn Treader | Reepicheep                                                         |
| 1991 | The Silver Chair                                      |                                                                    |
| 1993 | Leprechaun                                            | Leprechaun                                                         |
| 1994 | Leprechaun 2                                          | Leprechaun                                                         |
| 1995 | Leprechaun 3                                          | Leprechaun                                                         |
| 1996 | Los viajes de Guilliver (miniserie)                   |                                                                    |
| 1997 | Leprechaun 4: In Space                                | Leprechaun                                                         |
| 1997 | Prince Valiant                                        | Pechet                                                             |
| 1999 | Star Wars: Episode I - The Phantom Menace             | Weazel, Wald, ciudadano de Mos Espa                                |
| 1999 | Pinocho y Geppetto                                    |                                                                    |
| 2000 | Leprechaun 5                                          | Leprechaun                                                         |
| 2000 | El Décimo Reino (miniserie)                           | Acorn                                                              |
| 2001 | Blancanieves                                          | Sábado, el enanito añil                                            |
| 2001 | Harry Potter y la piedra filosofal                    | Profesor Flitwick / Griphook                                       |
| 2002 | Harry Potter y la cámara secreta                      | Profesor Flitwick (cameo)                                          |
| 2003 | Leprechaun back to tha Hood                           | Leprechaun                                                         |
| 2004 | Ray                                                   | Oberon                                                             |
| 2004 | Harry Potter y el prisionero de Azkaban               | Profesor Flitwick (a partir de acá tiene una apariencia diferente) |
| 2005 | Harry Potter y el cáliz de fuego                      | Profesor Flitwick                                                  |
| 2005 | The Hitchhiker's Guide to the Galaxy                  | Marvin, el androide paranoide                                      |
| 2007 | Harry Potter y la Orden del Fénix                     | Profesor Flitwick y Griphook                                       |
|      | Small Town Folk                                       |                                                                    |
| 2008 | Las crónicas de Narnia: el príncipe Caspian           | Nikabrik                                                           |
| 2008 | Agent One-Half                                        |                                                                    |
| 2009 | Harry Potter y el misterio del príncipe               | Profesor Flitwick                                                  |
| 2010 | Merlin (3x08 - The eye of the Phoenix)                | Grettir                                                            |
| 2010 | Harry Potter y las Reliquias de la Muerte: parte 1    | Griphook (aquí tiene un nuevo papel)                               |
| 2011 | Harry Potter y las Reliquias de la Muerte: parte 2    | Profesor Flitwick y Griphook (realiza doble papel)                 |
| 2012 | Life's Too Short                                      | Como él mismo                                                      |
| 2013 | Doctor Who (episodio Pesadilla plateada)              |                                                                    |
| 2013 | Jack the Giant Slayer                                 | actor de teatro                                                    |
| 2015 | Star Wars: Episodio VII - El despertar de la Fuerza   | Wollivan                                                           |
| 2016 | Rogue One: una historia de Star Wars                  | Weeteef Cyubee                                                     |
| 2018 | Han Solo: una historia de Star Wars                   | Weazel                                                             |
| 2019 | Maleficent: Mistress of Evil                          | Lickspittle                                                        |
| 2022 | Willow                                                | Willow Ufgood                                                      |